# ملعب ألفريدو دي ستيفانو
ملعب ألفريدو دي ستيفانو هو ملعب تم افتتاحه في 9 مايو 2006, يقع في مدينة ريال مدريد الرياضية وتم تسميته بأحد أهم اللاعبين الذي سطروا أسمائهم بأحرف من ذهب في تاريخ ريال مدريد وهو ألفريدو دي ستيفانو. وهذا الملعب يستخدم غالباً لتمارين فريق ريال مدريد وأيضاً يستضيف مباريات أكاديمية ريال مدريد ومباريات ريال مدريد كاستيا ولعب فريق ريال مدريد الأول بعض مباريات موسم 2020 على ارضية هذا الملعب بسبب أعمال التجديد في ملعب السنتياغو برنابيو خلال تلك الفترة.
والملعب يعتبر حاليا ضمن مدينة ريال مدريد الرياضية، والمنشأة الجديدة لتمارين الفريق تقع خارج حدود المدينة مدريد في منطقة تسمى فالديبابيس. والملعب يمنكه استيعاب ما يقارب 12,000 متفرج. لكن في عام 2012 نصبت مدرجات جديدة لتصبح الطاقة الإستيعابية 8.400 متفرج.
وتم افتتاح الملعب باجراء مباراة ضد فريق ستاد دي ريميس الفرنسي، كإعادة لذكريات لقائات الفريقين في أول نهائي لبطولة دوري أبطال أوروبا عام 1956، وانتهى اللقاء بفوز ريال مدريد بنتيجة 6–1. سجل أهداف الريال كل من سيرجيو راموس، أنتونيو كاسانو (هدفين)، روبيرتو سولدادو (هدفين) وهدف لخورادو.